# 春子の潜入記
『春子の潜入記』（はるこのせんにゅうき）は、2005年にテレビ東京系「女と愛とミステリー」、「水曜ミステリー9」で放送されたテレビドラマシリーズ。全2回。主演は泉ピン子。
タイトルは『ヘルパー春子の潜入記』（第1作） → 『家政婦 春子』（第2作）

## キャスト

### 主要人物
青山（伴内）春子
演 - 泉ピン子
ホームヘルパー（第1作）、家政婦（第2作）。
青山宗一
演 - 斉藤暁
春子の弟。不動産屋。
青山好恵
演 - 鶴田さやか
宗一の妻。
柿沼祐介
演 - 立川大樹
柿沼家の長男。

### ゲスト
第1作「何が母をそうさせた!?」（2005年）
- 柿沼栄作（「ヴィオーラ」社長） - 田中健
- 柿沼加奈子（栄作の妹・「ヴィオーラ」社長秘書） - 木村理恵
- 八木和正（「ヴィオーラ」企画室員） - 山崎銀之丞
- 柿沼悟（栄作の腹違いの弟） - 高木将大
- 大木（西軽井沢署交通課刑事） - 剛たつひと
- 桂勇次郎（ヘルパー派遣所所長） - 平泉成
- 刑事室の室員 - 高松しげお
- 野口泰造（横浜山手署刑事） - 木村栄
- 清水兼（西軽井沢署交通課刑事） - 乃木涼介
- 田上かおり（雑誌社社員） - 澤井孝子
- 塩田千代子（ヘルパー・春子の同僚） - 杉村暁
- 村木（医師） - 大和田伸也
- 伴内武（春子の息子） - 浅倉翔太
- 目撃者の男 - 小西康久
- 駅員 - 三井善忠
- 中野成美（事故の通報者） - 御園まゆ美
- 鈴木善美（ヘルパー・春子の同僚） - 藤邦有子
- 林亜矢（ホテルの従業員） - 住吉理栄
- 保育士 - 松本美咲
- 横浜山手署刑事 - 永島浩二
- 「ヴィオーラ」社員 - 成樹章
- スタント - 大谷智子、高橋レーシング
- 佐伯節子（亮子の実母） - 南田洋子
- 柿沼亮子（柿沼の妻・元モデル） - 川島なお美
- 古川康、駅田友香里、大貫ゆうこ、横尾亜希美、宮田真帆、木村日沙香、山本哲也、オフィスワークス、芸プロ、テアトルアカデミー

第2作「他人の不幸は蜜の味」（2005年）
- 塚原弥生（塚原の妻・旧姓は川村） - 三原じゅん子
- 根岸（鎌倉東署刑事） - 誠直也
- 三田村（鎌倉東署刑事） - 石橋保
- 塚原克巳（塚原の息子） - 岡本光太郎
- 日下正幸（専務） - 片岡弘貴
- 森八郎（「さくらサービス」所長） - 高橋元太郎
- 塚原礼司（「ななふく堂」社長） - 片桐竜次
- 川村達也（弥生の息子） - 栁澤貴彦（幼少期：原悠起）
- 林田みどり（家政婦・春子の同僚） - 杉村暁
- 横浜の中華街の店長 - 杜澤たいぶん
- 鎌倉東署捜査課長 - 佐々木一哲
- 監察医 - 小沢日出晴
- 警官 - 伊藤竜也
- 社員 - 藤邦有子、美鈴響子
- 家政婦（春子の同僚） - 仮屋ルリ子
- 青山美香（青山と好恵の娘） - 斎藤千晃
- 鎌倉東署刑事 - 永島浩二
- 平山信子（塚原の前妻） - 沢田亜矢子
- 塚原志寿江（塚原の母） - 京唄子

## スタッフ
- 原作 - 松山善三『ひき逃げ』（第1作）
- 脚本 - 難波江由紀子
- 監督 - 荒井光明
- プロデューサー - 岡本俊次、岡部紳二
- 制作 - テレビ東京、BSジャパン、国際放映

## 放送日程
| 回数 | 放送日         | タイトル             |
| ---- | -------------- | -------------------- |
| 1    | 2005年02月23日 | 何が母をそうさせた!? |
| 2    | 2005年10月05日 | 他人の不幸は蜜の味   |